# ヒルトン東京お台場
ヒルトン東京お台場（ヒルトンとうきょうおだいば、英称:Hilton Tokyo Odaiba）は東京都港区台場に所在するシティホテル。2015年10月1日、ホテル日航東京（ホテルにっこうとうきょう、英称:Hotel Nikko Tokyo）から改名された。

## 概要
バブル期の1988年に打ち出された「世界都市博覧会」構想では、殆ど未開発地帯で占められていた東京テレポートタウン（現在の東京臨海副都心地区）が開催地に決定し、それに併せ、都が1990年8月に実施した東京テレポートタウン事業提案に伊藤忠商事を代表企業とする東京ヒューマニアグループが「都市型リゾートホテル」を提案し、11月に当選した。
伊藤忠商事は事業を推進するにあたって、日本航空、佐藤工業とともにホテルの所有・経営会社として1991年3月に「東京ヒューマニアエンタプライズ」を設立し、約600億円を投じ都市型リゾートホテルを建設。運営はJALホテルズへ委託する形で、1996年3月12日に「ホテル日航東京」の名称で臨海副都心の宿泊施設第一号として開業した。
だが、都市博は1995年に都知事に当選した青島幸男の公約により撤回され、周辺にはUR賃貸住宅・東京都住宅供給公社の公社住宅、台場フロンティアビル、デックス東京ビーチなどしか建設されず、斜向かいのホテル・グランパシフィック・メリディアン（現：グランドニッコー東京 台場）に至っては、一旦建設を中断し1998年にようやく開業している。

### 所有・運営の変遷
開業当初より未曾有の平成不況が深刻化する過程であったため、バブル期に計画されたホテル建設費用を含めた有利子負債額が膨らみ、2004年2月にヒューマニア社は民事再生法を申請し事実上倒産。産業活力再生措置法に基づく事業再構築計画により第三者割当増資と債務の株式化を実施し、営業を継続した。その後、経営再建が急務となっていた日航は、ヒューマニア社の再構築実施計画が終了する2007年3月に同社保有全株を米投資ファンドのエートス・キャピタルに約250億円で売却し、共同出資している伊藤忠商事も持株分を段階的に売却した。この後に株を取得したエリオット・マネジメントはJALホテルズの運営に満足せず、2015年3月20日、ヒルトン・ワールドワイドとマネジメント契約を結び、それを契機に名称も10月1日から「ヒルトン東京お台場」に改められた。
2017年11月、斜向いのグランドニッコー東京台場を保有するヒューリックと芙蓉総合リースが2020年東京オリンピックに向けて訪日客の宿泊需要が一段と拡大するとの判断の下、エリオットから土地・建物を600億円強で取得した。しかし、外資系ホテルの運営ノウハウを取り込むため当面保有する計画だったが、ヒューリックは買い手が見つかったとして、2019年4月、ジャパン・ホテル・リート投資法人に624億円で売却した。これに伴い、運営会社もホテルマネージメントジャパンに変更となった。

## 施設
アーバンリゾートホテルを計画コンセプトに据えた、長尾宜子（1998年がんのため52歳で死去）による設計は、リゾート性演出のために全客室から海を見渡せる客室配置とし、潮風とふれあえる外部バルコニー、外部テラス、屋上テラスが多用され、客室廊下は中廊下式を避けて明るい片廊下とし、建物は海上や対岸から柔らかいシルエットとして感じられる印象的な形態となっている。
2階メインロビー前の車寄せはロータリーの進行方向とは逆のスロープを登らねばならず、一般客は乗り入れられないようになっている。客室は5階から15階に配置し、大きく分けてレインボーブリッジ方面と品川埠頭・大井埠頭方面（日航東京時代は「ポートビュー」、「パークビュー」と称した）の2方向に分かれ、レインボーブリッジに面した客室は海岸沿いにあるため視界を遮るものはない。宴会場やチャペルも完備され、ウエディングは年間1000件以上行われていた。

### レストラン&バー
- 2F シースケープ テラス・ダイニング
- 2F 日本料理 - さくら
- 2F グリロジー バー＆グリル
- 2F メインバー「キャプテンズバー」

### 宴会場
大宴会場
- 1F「ペガサス」

中宴会場
- 1F「オリオン」「アポロン」「シリウス」「ジュピター」

小宴会場
- 3F「オーキッドルーム」「ローズルーム」「アイリスルーム」

海の見える宴会場
- 3F「サンライズテラス」「レインボーテラス」「サンセットテラス」「ルミナス」

### チャペル

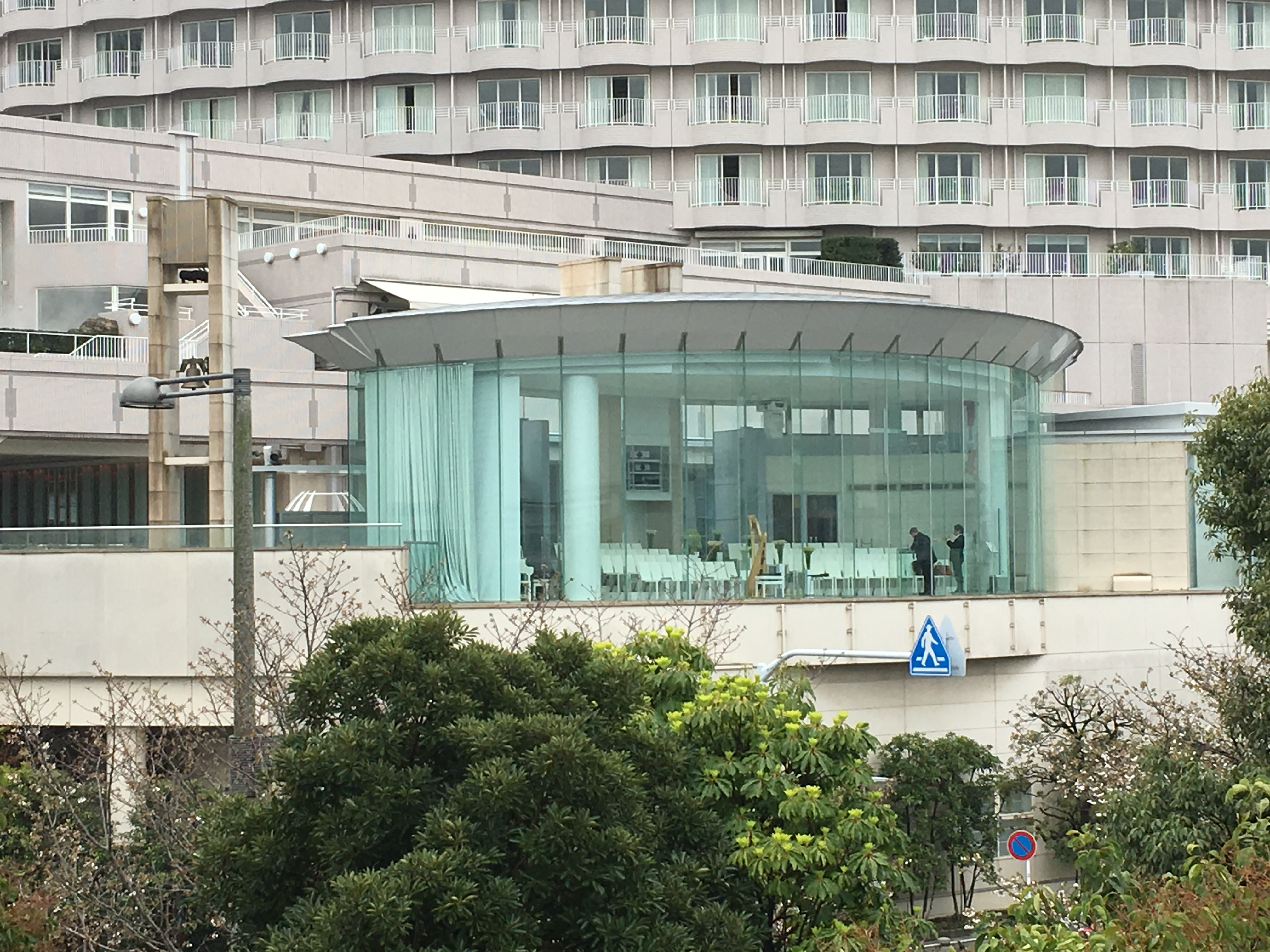
ルーチェ・マーレ
イタリア語で「海の光」の意。

## ロケ地
- ホテルコンシェルジュ - TBS系で2015年7月期放送の連続テレビドラマ。舞台となる「ホテルフォルモント」はホテル日航東京時代のヒルトン東京お台場の建物全体を使用している。その縁もあり、TBSとホテル日航東京とのコラボレーションにより、劇中で登場するメニュー「オマール海老のオムレツ」を同ホテルに於いて期間限定で一般に提供した。
- ラブライブ!虹ヶ咲学園スクールアイドル同好会 - 2022年4月期放送の連続テレビアニメ。鐘嵐珠（ショウ・ランジュ）が同好会に入る前までは、ロイヤルガーデンスイートを住居としていた。

## アクセス
台場駅を接続する形で各方面へペデストリアンデッキが整備されている。駅周辺は立体だが各場所で1階、道路にも降りられる。

　　　　アクアシティお台場　　　　　　　　　　　　　　　　フジテレビ　　　センタープロムナード　―　東京テレポート駅

　　　　　　　　　　　　　　｜　　　　　　　　　　　　　　　　　　　 ｜　　　　　　　｜

お台場海浜公園　―　＋　―　ウェストプロムナード　―　＋　―　　―　＋　←→　テレコムセンター

　　　　　　　　　　　　　　｜　　　　　　　　　　　　　　　　　　　 ｜

　　ヒルトン東京お台場2階　　－　　台場駅　　－　　グランドニッコー東京 台場2階

### 鉄道
- ゆりかもめ台場駅から徒歩0分（直結）。
- りんかい線東京テレポート駅
  - 徒歩10分。

### バス路線
- ヒルトン東京お台場（玄関ロビー）
  - 東京空港交通：羽田空港行、成田空港行
  - お台場レインボーバス：お台場地区巡回 - 品川駅東口・田町駅東口行（ケイエム観光バス）　
  - グッドネイバーホテル・シャトル（無料）：東京ディズニーランド・東京ディズニーシーゆき

- 台場駅前バス停
  - 東京都交通局
海01：東京テレポート駅／豊洲駅・門前仲町行
波01出入：東京テレポート駅／レインボーブリッジ経由 品川駅港南口（本数少）

### その他
- 水上バスのお台場海浜公園船着場から徒歩5分。